# Тернарная операция
Тернарная операция или трёхместная операция (от лат. ternus — трёхкратный) — операция, имеющая 3 операнда. Примерами таких операций являются:
- Тернарная условная операция — операция в информатике, возвращающая свой второй или третий операнд в зависимости от логического значения первого операнда.
- Смешанное векторное произведение.
- Тернарное сложение по модулю 2 в полных сумматорах (с учётом разряда переноса).
- Условная дизъюнкция.